# Dżarglant (ajmak północnochangajski)
Dżarglant (mong. Жаргалант сум) – jeden z 19 somonów ajmaku północnochangajskiego położony w jego północno części. Siedzibą administracyjną somonu jest Bajancagaan znajdujący się 567 km od stolicy kraju, Ułan Bator i 227 km od stolicy ajmaku, Cecerlegu. W 2010 roku somon liczył 4076 mieszkańców.

## Gospodarka
Występują złoża węgla i ołowiu. Usługi: szkoła, szpital, sklepy i centra kulturalne.

## Geografia
Somon leży w dorzeczu rzeki Czuluut gol. Na terytorium somonu wznoszą się góry: Dulaanchan (2489 m n.p.m.), Cagaan Asgat, Bajandzürch, Jolyn Jowdon, Owoochoj i Cagaan Chand. 
Obszar znajduje się w strefie surowego klimatu kontynentalnego. Średnie temperatury stycznia wynoszą -20, natomiast czerwca 14 °C. Średnia roczna suma opadów waha się od 300 do 340 mm.

## Fauna
Na terenie somonu występują m.in. jelenie, łosie, lisy, wilki, korsaki, zające.